# Ellen Jansen
Ellen Jansen (Markelo, 6 d'octubre del 1992) és una futbolista neerlandesa. Juga com a davantera i el seu equip actual és el València CF de la Primera Divisió Femenina.
El 12 de desembre de 2010, va fer el seu debut amb la selecció dels Països Baixos en el partit del Torneig Internacional de Futbol Femení de la Ciutat de Sao Paulo 2010 contra Brasil.